# 지불용의
지불용의(Willingness to pay, 지불의지, WTP)는 행동경제학에서 소비자가 제품 한 단위를 확실히 구매할 수 있는 최대 가격 이하이다. 이는 소비자 유보가격에 대한 표준적인 경제적 관점에 해당한다. 그러나 일부 연구자들은 WTP를 범위로 개념화한다.
구성된 선호도 관점에 따르면, 소비자의 지불 용의는 상황에 민감한 구성이다. 즉, 제품에 대한 소비자의 WTP는 구체적인 결정 상황에 따라 달라진다. 예를 들어, 소비자는 해변 바나 지역 소매점에 비해 고급 호텔 리조트에서 청량음료에 대해 더 많은 비용을 지불하려는 경향이 있다.

## 같이 보기
- 비용 편익 분석
- 후생경제학